# Willie and Tim in the Motor Car
Willie and Tim in the Motor Car je britský němý film z roku 1905. Režisérem je Percy Stow (1876–1919). Film trvá zhruba 9 minut a premiéru měl v červenci 1905. Ve Spojených státech vyšel pod názvem Fine Feathers Make Fine Birds. Film je považován za nejstarší snímek s honičkou mezi motocyklem a automobilem.

## Děj
Film zachycuje dva muže a dvě ženy, jak nasednou do velkého cestovního vozu britské výroby, který patří jedné dámě, a odjedou. Šofér auta je začne krátce nato pronásledovat na motorce, dokud mu ji nescizí policie, která převezme úlohu za něj. Honička skončí vjezdem automobilu do malého jezera, kde se strážníkovi podaří zadržet jen jednoho za čtyř cestujících.